# Baia di Vahsel
La baia di Vahsel (in inglese Vahsel Bay) è una baia antartica larga quasi 15 chilometri nella costa Luitpold.
Localizzata ad una latitudine di 77° 49' sud e ad una longitudine di 35°07' ovest, la regione ospita le propaggini dei ghiacciai Schweitzer e Lerchenfeld.
Scoperta per da Wilhelm Filchner durante la spedizione antartica tedesca del 1911-12 è stata intitolata a Richard Vahsel, capitano della nave della spedizione, la Deutschland, anche se Filchner avrebbe voluto chiamarla Herzog Ernst Bucht.